# Црвени Брег (Лесковац)
Црвени Брег је насељено место града Лесковца у Јабланичком округу. Према попису из 2022. било је 5 становника.

## Топoграфске прилике
Село лежи на стрмим падинама у изворишном делу Предејанске реке. Положај је подесан из економских разлога: на блажим деловима падина су њиве, а на стрмијим шума и паша. Вода за пиће добија се са извора. Даље од села су познатији извори: Ајдучки Кладенац, Ашански Кладенац, Радин кладенац, Високи Кладенац и др.
Називи потеса на атару су: Јелова Глава, Јовкинче, Црквена Бара, Бараке, Вирчине, Рисов Камен, Сечени Камен, Гувниште, Раскрсје, Костур, Ковчежарице, Јованове Кошаре, Помочаница, Бело Камење, Ракитска Река, Рударски Рид, Големи Рид, Пронине Махане (на карти: Прокина М.), Река, Дебел Дел, Кућиште, Јовине ливаде, Старо Гро6ље.
У целини село има разбијен тип. Сеоске су махале: Доња Ливада, Синадиновци, Голоушинци, Пронина и друге. Свега Црвени Брег има 81 дом (1961. г.).

## Старине и прошлост
У Црвеном Брегу и око њега постоје старине и карактеристични топографски називи. Они указују да је и овде било сrановника још у раније доба.
На потесу Јовине Ливаде, који је изнад села, има „грамади" од неке цркве. Тамо постоји „старо гробље". Захвата падину једног рида. Од тих гробова виде се плоче и пободено камење на страни према истоку и западу.
Неки сељаци rоворе, да су на поменутом потесу „џидански" гробови. Тај стари народ, од кога су заостали гробови, једном се „изгубио". Неки помишљају да се то моrло десити „од колере". Ти Џидани славили су „св. Саплиту" .
Данашњи Црвени Брег основан је пред крај XVIII века. Тада су овде дошла три домаћинства. Старешине тих домаћинстава били су Павл, Стојан и Синадин. Од њих потиче највећи број данашњих сеоских домаћинстава. Ово село има разбијен тип још од времена када је основано.

## Демографија
У насељу Црвени Брег живи 30 пунолетних становника, а просечна старост становништва износи 71,9 година (72,6 код мушкараца и 71,5 код жена). У насељу има 19 домаћинстава, а просечан број чланова по домаћинству је 1,58.
Ово насеље је у потпуности насељено Србима (према попису из 2002. године).
|  |

| Демографија | Демографија | Демографија |
| Година      | Становника  | Становника  |
| ----------- | ----------- | ----------- |
| 1948.       | 400         |             |
| 1953.       | 392         |             |
| 1961.       | 416         |             |
| 1971.       | 287         |             |
| 1981.       | 169         |             |
| 1991.       | 69          | 69          |
| 2002.       | 30          | 30          |
| 2011.       | 13          |             |
| 2022.       | 5           |             |

| Етнички састав према попису из 2002.‍ | Етнички састав према попису из 2002.‍ | Етнички састав према попису из 2002.‍ | Етнички састав према попису из 2002.‍ | Етнички састав према попису из 2002.‍ |
| ------------------------------------ | ------------------------------------ | ------------------------------------ | ------------------------------------ | ------------------------------------ |
|                                      |                                      |                                      |                                      |                                      |
| Срби                                 | Срби                                 |                                      | 30                                   | 100,0%                               |
| непознато                            | непознато                            |                                      | 0                                    | 0,0%                                 |

| Година пописа     | 1948. | 1953. | 1961. | 1971. | 1981. | 1991. | 2002. |
| ----------------- | ----- | ----- | ----- | ----- | ----- | ----- | ----- |
| Број домаћинстава | 69    | 65    | 85    | 74    | 58    | 35    | 19    |

| Број чланова      | 1 | 2  | 3 | 4 | 5 | 6 | 7 | 8 | 9 | 10 и више | Просек |
| ----------------- | - | -- | - | - | - | - | - | - | - | --------- | ------ |
| Број домаћинстава | 8 | 11 | 0 | 0 | 0 | 0 | 0 | 0 | 0 | 0         | 1,58   |

| Пол    | Укупно | Неожењен/Неудата | Ожењен/Удата | Удовац/Удовица | Разведен/Разведена | Непознато |
| ------ | ------ | ---------------- | ------------ | -------------- | ------------------ | --------- |
| Мушки  | 11     | 0                | 10           | 1              | 0                  | 0         |
| Женски | 19     | 1                | 11           | 7              | 0                  | 0         |
| УКУПНО | 30     | 1                | 21           | 8              | 0                  | 0         |

| Пол    | Укупно                    | Пољопривреда, лов и шумарство | Рибарство                            | Вађење руде и камена | Прерађивачка индустрија       |
| ------ | ------------------------- | ----------------------------- | ------------------------------------ | -------------------- | ----------------------------- |
| Мушки  | 0                         | 0                             | 0                                    | 0                    | 0                             |
| Женски | 1                         | 1                             | 0                                    | 0                    | 0                             |
| УКУПНО | 1                         | 1                             | 0                                    | 0                    | 0                             |
| Пол    | Производња и снабдевање   | Грађевинарство                | Трговина                             | Хотели и ресторани   | Саобраћај, складиштење и везе |
| Мушки  | 0                         | 0                             | 0                                    | 0                    | 0                             |
| Женски | 0                         | 0                             | 0                                    | 0                    | 0                             |
| УКУПНО | 0                         | 0                             | 0                                    | 0                    | 0                             |
| Пол    | Финансијско посредовање   | Некретнине                    | Државна управа и одбрана             | Образовање           | Здравствени и социјални рад   |
| Мушки  | 0                         | 0                             | 0                                    | 0                    | 0                             |
| Женски | 0                         | 0                             | 0                                    | 0                    | 0                             |
| УКУПНО | 0                         | 0                             | 0                                    | 0                    | 0                             |
| Пол    | Остале услужне активности | Приватна домаћинства          | Екстериторијалне организације и тела | Непознато            | Непознато                     |
| Мушки  | 0                         | 0                             | 0                                    | 0                    | 0                             |
| Женски | 0                         | 0                             | 0                                    | 0                    | 0                             |
| УКУПНО | 0                         | 0                             | 0                                    | 0                    | 0                             |